# رادو جود
رادو جود (بالروماني: [Radu Jude] ؛ من مواليد 28 مارس 1977) مخرج وكاتب سيناريو روماني. وله العديد من الأعمال الرومانية البارزة. حصل على العديد من الجوائز السينمائية أهمها جائزة الدب الذهبي والدب الفضي في مهرجان برلين وأيضاً ترشح لعشرات الجوائز الأخرى.

## وصلات خارجية
- رادو جود على موقع IMDb (الإنجليزية)
- رادو جود على موقع ألو سيني (الفرنسية)
- رادو جود على موقع أول موفي (الإنجليزية)
- رادو جود على موقع قاعدة بيانات الأفلام السويدية (السويدية)
- رادو جود على موقع قاعدة بيانات الفيلم (الإنجليزية)
- رادو جود على موقع كينوبويسك (الروسية)